# Mușetești
Mușetești – wieś w Rumunii, w okręgu Gorj, w gminie Mușetești. W 2011 roku liczyła 794 mieszkańców.